# Pringlea antiscorbutica
Pringlea antiscorbutica, la col de Kerguelen, es una especie de la familia de las brasicáceas. Es el único miembro del género Pringlea.

## Distribución y hábitat
Es endémica de las islas Kerguelen, y de otras cercanas islas a 50° Lat. S, constantemente azotadas por vientos fuertes. Eso hace imposible la polinización por insectos voladores, explicando por qué esta especie es de autofecundación. En su estado maduro, esta especie exhibe varias adaptaciones ligadas a su  tolerancia al frío, como sus altos niveles de poliaminas, con adaptaciones potenciales y respuestas a poliaminas.
Esta planta se asemeja al repollo común, siendo de su misma familia (Brassicaceae). 
Se la bautizó así después del descubrimiento de la isla Kerguelen, y su nombre genérico deriva de Sir John Pringle, Presidente de la Sociedad Real, al momento de su descubrimiento por el cirujano del Capitán James Cook,  William Anderson en 1776.

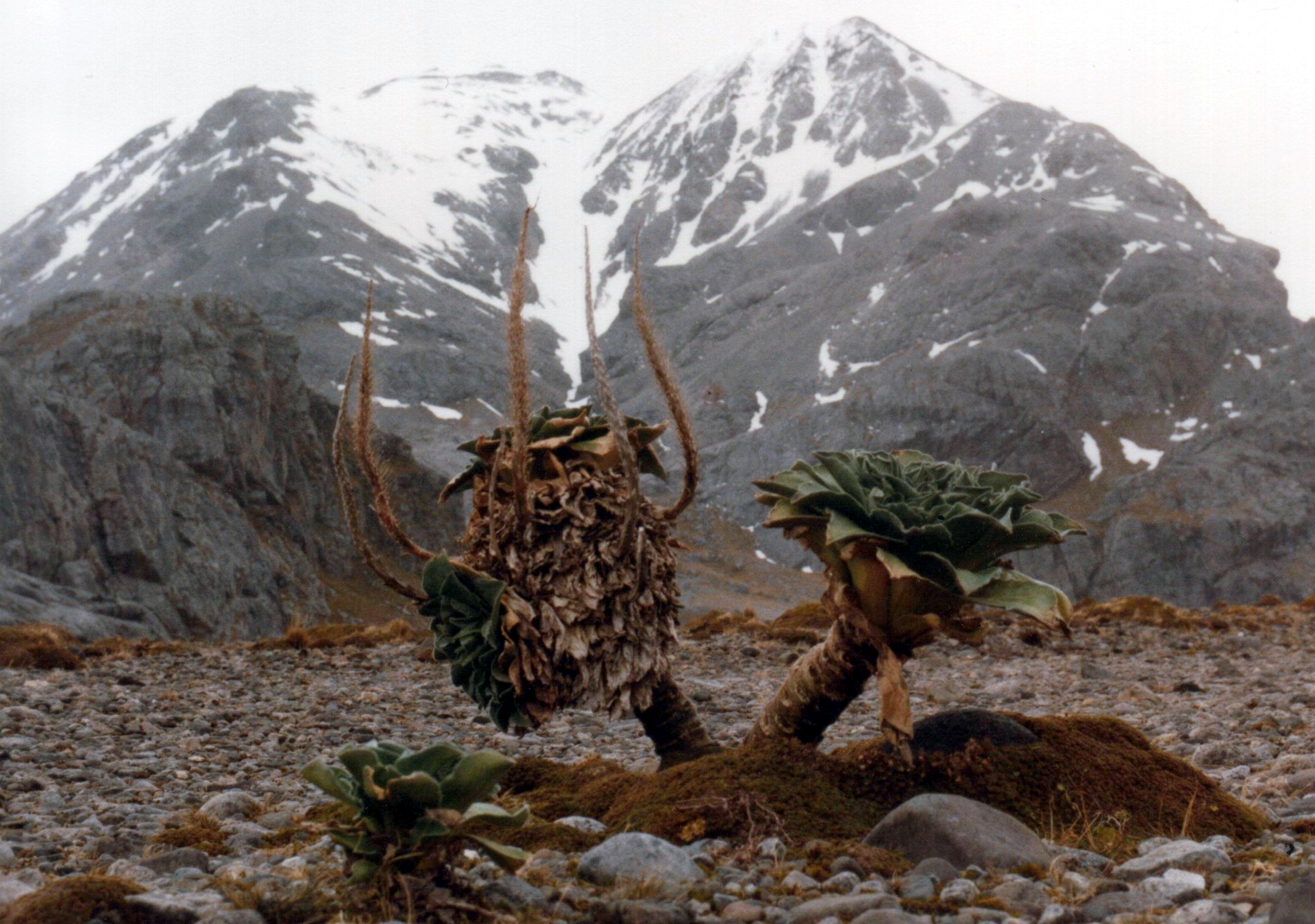
Un viejo espécimen, péninsule Rallier du Baty.

Planta comestible, contiene niveles altos de potasio. Sus hojas son ricas en vitamina C, lo que la hacía en los años de larguísimos viajes marítimos, muy apreciada por los marineros ingleses que sufrían de escorbuto, y el nombre científico de la especie, así la designa en latín.
La voladora micropécida Calycopteryx mosleyi está asociada con esta planta. Ambas están amenazadas por el conejo común (Oryctolagus cuniculus) que come el vegetal.

## Taxonomía
Pringlea antiscorbutica fue descrita por R.Br. ex Hook.f. y publicado en Flora Antarctica 2: 239, t. 90, 91. 1845.